# انسان خداگونه: تاریخ مختصر آینده
انسان خداگونه: تاریخ مختصر آینده (عبری: ההיסטוריה של המחר‎) کتابی نوشته یووال نوح هراری است که برای اولین بار به زبان عبری در اسرائیل در سال ۲۰۱۵ و به زبان انگلیسی در سال ۲۰۱۶ منتشر شد.
کتاب پیشامدهای احتمالی در آینده را بررسی می‌کند. و این گونه استدلال می‌شود که انسان‌ها طی قرن ۲۱ کوشش می‌کنند تا بتوانند به شادی، جاودانگی و قدرت خداگونه دست پیدا کنند. و در سرتاسر کتاب هراری با توجه به وقایع گذشته و حال سعی می‌کند شیوهٔ رسیدن انسان به این خواسته‌ها را پیش‌بینی کند.

### انسان خردمندبر جهان چیره می‌شود
فصل اول به رابطه میان انسان و حیوانات و عواملی که باعث تسلط انسان بر آن‌ها شد می‌پردازد.

### انسان خردمند به جهان معنا می‌بخشد
در ادامه بیان می‌کند که انقلاب زبانی و واقعیت‌های قراردادی همچون کشورها، مرزها، پول و … سبب شد تا همکاری و تعامل‌های منعطف و گسترده‌ای میان انسان‌ها صورت بگیرد. انسان‌ها از حیوانات به دلیل باور به همین واقعیت‌های قراردادی و تخیلی توانست پیشی بگیرد و رشد کند و گسترش پیدا کند. هراری همچنین بیان می‌کند که انسان گرایی در واقع نوعی مذهب است که به‌جای خدا انسان را مورد پرستش قرار می‌دهد.

### انسان خردمند کنترل شرایط را از دست می‌دهد
پیشرفت‌های تکنولوژیکی قابلیت معنا بخشیدن انسان‌ها به زندگی را مورد تهدید قرار می‌دهند. هراری این احتمال را که ممکن است یک انسان ابرقدرت یا یک انسان خداگونه جایگزین انسان‌ها و جوامع انسانی شود بررسی می‌کند. وی کتاب را با این پرسش که خطاب به خوانندگان است به پایان می‌رساند:
چه اتفاقی برای جوامع و سیاست و زندگی روزانه خواهد افتاد اگر الگوریتم‌های ناهوشیار اما بسیار هوشمند ما را از خودمان بهتر بشناسند؟ 
همچنین هراری اعلام می‌کند که هم‌اکنون ما برای کمک گرفتن از دستیارهای هوشمند خود تمام اطلاعات خود را در دسترس شرکت‌هایی نظیر گوگل و فیسبوک قرار داده‌ایم و هم‌اکنون وقوع یک آنفولانزای همه‌گیر را قبل از سازمان بهداشت، گوگل خواهد فهمید. حال چه می‌شود اگر تمام اطلاعات در دست یک سیستم مرکزی پردازش قرار بگیرد که نه تنها بسیار باهوش هست بلکه نوعی از هشیاری و «من» بودن را هم کسب کرده‌است.
هرارری همچنین حدس می‌زند که انسان قرن ۲۱ در حال گذار از انسان‌گرایی و شروع دوره دیتائیسم (داده‌باوری) است که در این برهه، اطلاعات مهم‌ترین عامل و محور همه چیز است. در واقع مبحث گردش اطلاعات و گردش آزاد اطلاعات و جلوگیری از سانسور اطلاعات و تقاضا برای دسترسی آزاد همه به اطلاعات همه بخش‌هایی از داده‌باوری هستند.
البته جمله آخر کتاب این است که این مطالب پیشگویی نیستند چون تاریخ نشان داده انسان هیچ‌وقت پیشگوی خوبی نبوده و تنها فرضیاتی هستند که ممکن است رخ دهند و شاید هم بشریت کلاً مسیر دیگری انتخاب کند.

## میزان پذیرش
این کتاب به بیش از بیست زبان ترجمه شده و همچنین در لیست کتاب‌های برتر نشریه تایم آمده‌است.
به گزارش حوزه ادبیات گروه فرهنگی باشگاه خبرنگاران جوان، ایوب دهقان کار مشاور معاون فرهنگی وزارت فرهنگ و ارشاد اسلامی از لغو مجوز نشر کتاب‌های انسان خردمند و انسان خداگونه، نوشته یووال نوح هراری نویسنده اسرائیلی خبرداد.
مشاور معاون فرهنگی وزارت فرهنگ و ارشاد اسلامی افزود: این کتب از سراسر کشور جمع‌آوری خواهد شد.
گفتنی است در پاییز ۱۳۹۸ این کتاب از کتاب فروشی‌های مجازی نیز حذف گردید.

## برگردان به فارسی
- انسان خداگونه: تاریخ مختصر آینده - برگردان: زهرا عالی - نشر نو - ۱۳۹۷[۶]
- انسان خداگونه: تاریخ مختصر آینده - برگردان: نیک گرگین - نشر اینترنتی در تلگرام[۷] - خوانش کتاب صوتی: فرهاد ارکانی - شهریور ۱۴۰۰